# Пам'ятник Павлу Ткаченку
Пам'ятник Павлові Ткаченку — пам'ятник у місті Бендери, відкритий 9 квітня 1961 року на честь 60-річчя від дня народження діяча підпільного комуністичного руху Бессарабії та Румунії, активного учасника Бендерського збройного повстання Павла Дмитровича Ткаченка.
Споруджений на кошти, зібрані комсомольцями та молоддю міста Бендери та прилеглих районів. До 1972 року розміщувався на привокзальній площі, потім був перенесений на площу перед Палацом культури імені Павла Ткаченка.
- Скульптори: Наум Епельбаум, Брунгільда Епельбаум-Марченко.
- Архітектор: С. Шойхет.